# Liste alphabétique d'auteurs latins
- Haut – A
- B
- C
- D
- E
- F
- G
- H
- I
- J
- K
- L
- M
- N
- O
- P
- Q
- R
- S
- T
- U
- V
- W
- X
- Y
- Z

## A
Alfius - Agroecius - Valerius Antias - Apulée - Arnobe - Atilius Fortunatianus - Augustin d'Hippone

## B
Balbus - Boèce

## C
Caecilius Statius - Chalcidius - Calpurnius - Julius Capitolinus - Carbo - Cassiodore - Caton l'Ancien - Catulle - Censorin - Césaire d'Arles - Jules César - Cicéron - Claudien - Claudius Quadrigarius - Columelle - Commodien - Corippe - Cornélius Népos - Cyprianus Gallus - Cyprien de Carthage

## D
saint Damase - Domitius Marsus - Donat (commentateur de Virgile)

## E
Ennode de Pavie - Ennius - Eutrope

## F
Fabius Pictor - Rufius Festus - Flavius Josèphe - Florus - Frontin - Fronton - Fulgence le Mythographe

## G
Gallus - Germanicus - Grattius Faliscus

## H
Hilaire de Poitiers - Hirtius - Horace - Quintus Hortensius Hortalus - Hosidius Geta - Hygin

## I
Isidore de Séville

## J
saint Jérôme - Julien - Justin - Juvénal - Juvencus - Julius Obsequens

## L
Lactance - Laevius - Livius Andronicus - Lucain - Lucilius - Lucrèce

## M
Macer - Macrobe - Martial - Martianus Capella - Minucius Félix

## N
Naevius - Némésien

## O
Orose - Ovide

## P
Pacuvius - saint Paulin de Nole - Perse - Pétrone - Phèdre - Junius Philargyrius - Plaute - Pline l'Ancien - Pline le Jeune - Properce - Prudence

## Q
Quadrigarius - Quinte-Curce - Quintilien

## R
Rutilius Namatianus

## S
Salluste - Salvien - Sénèque - Servius - Sidoine Apollinaire - Silius Italicus - Stace - Suétone - Sulpice-Sévère - Symmaque

## T
Tacite - Térence - Tertullien - Tibulle - Tite-Live - Trogue Pompée

## U
Ulpien

## V
Valère Maxime - Valerius Flaccus - Varron - Velleius Paterculus - Venance Fortunat - Virgile - Vitruve